# Crambophilia
Crambophilia — рід еребід з підродини совок-п'ядунів, який зустрічається в Південній Америці.

## Систематика
У складі роду:
- Crambophilia majorcula Dyar 1914
- Crambophilia minorcula Dyar 1914